# Velika nagrada Mugella
Velika nagrada Mugella (italijansko Gran Premio di Mugello) je bila avtomobilistična dirka, ki je med letoma 1920 in 1929 potekala v italijanski pokrajini Mugello. Med dirkači je najuspešnejši Emilio Materassi s tremi zmagami, med moštvi pa Alfa Romeo, Itala in Talbot s po dvema zmagama.

## Zmagovalci
| Leto | Zmagovalec          | Moštvo           | Dirkališče | Poročilo |
| ---- | ------------------- | ---------------- | ---------- | -------- |
| 1929 | Gastone Brilli-Peri | Talbot           | Mugello    | Poročilo |
| 1928 | Emilio Materassi    | Talbot           | Mugello    | Poročilo |
| 1926 | Emilio Materassi    | Itala            | Mugello    | Poročilo |
| 1925 | Emilio Materassi    | Itala            | Mugello    | Poročilo |
| 1924 | Giuseppe Morandi    | OM               | Mugello    | Poročilo |
| 1923 | Gastone Brilli-Peri | Steyr            | Mugello    | Poročilo |
| 1922 | Alfieri Maserati    | Isotta-Fraschini | Mugello    | Poročilo |
| 1921 | Giuseppe Campari    | Alfa Romeo       | Mugello    | Poročilo |
| 1920 | Giuseppe Campari    | Alfa Romeo       | Mugello    | Poročilo |